# Улица Гарибальди
У́лица Гариба́льди  (до 26 мая 1961 года — прое́зд № 4668) — улица в Юго-Западном административном округе города Москвы на территории Ломоносовского района и района Черёмушки и на их границах с Обручевским районом.

## История
Улица получила современное название в память о народном герое Италии, одном из вождей национально-освободительного движения за освобождение и объединение Италии, участнике национально-освободительных войн в ряде стран Латинской Америки Дж. Гарибальди (1807—1882). До 26 мая 1961 года называлась прое́зд № 4668.

## Расположение
Улица Гарибальди проходит от Ленинского проспекта на юго-восток, с северо-востока к ней примыкает улица Вавилова, далее с юго-запада — улица Академика Пилюгина, затем с северо-востока — улица Архитектора Власова, улица Гарибальди проходит далее, пересекает Профсоюзную улицу и проходит до Новочерёмушкинской улицы, за которой продолжается как улица Цюрупы.
На участках от Ленинского проспекта до улицы Вавилова и от улицы Архитектора Власова почти до Профсоюзной улицы улица Гарибальди состоит из двух проезжих частей, разделённых бульваром. На участке от Профсоюзной улицы до Новочерёмушкинской улицы организовано одностороннее движение по разным дорогам, являющиеся частью улицы.
Между этими двумя участками улица имеет сужение с сохранением числа полос, введённое для строительства нового здания Библиотеки имени Ленина, но в итоге схема движения не была восстановлена.
Участок улицы Гарибальди от Ленинского проспекта до улицы Академика Пилюгина расположен на территории Ломоносовского района, по участку от улицы Академика Пилюгина до улицы Архитектора Власова проходит граница Ломоносовского и Обручевского районов, по участку от улицы Архитектора Власова до Профсоюзной улицы — граница Обручевского района и района Черёмушки, участок от Профсоюзной улицы до Новочерёмушкинской улицы расположен на территории района Черёмушки. Нумерация домов начинается от Ленинского проспекта.

## Примечательные здания и сооружения
По нечётной стороне:
- № 19 — концертный зал «Оркестрион» (бывший кинотеатр «Черёмушки»; концертный зал Российского национального оркестра);
- № 21, корп. 1 — жилой дом. Здесь жил фотокорреспондент Иван Шагин[5];
- № 23 — торговый центр «Панорама».
- № 29, корп. 1 - жилой дом. Здесь жил выдающийся отечественный лингвист, доктор филологических наук, профессор Федор Михайлович Березин

По чётной стороне:
- № 4а — детский сад № 942;
- № 4г — торговый центр «Марина» (бывший гастроном «Марина»);
- № 6, корп. 1 — жилой дом. Здесь жил химик В. А. Кабанов[6];
- № 8, к. 1 — школа № 117;
- № 10, к. 5 — детский сад № 1505;
- № 10а — детский сад № 515;
- № 14, к. 3 — детский сад № 1609;
- № 22, корп. 3 — жилой дом. Здесь жил актёр Николай Парфёнов[7];
- № 28, к. 3 — школа № 121;
- № 28а — ясли-сад № 233;
- № 36 — жилой дом, построенный в середине 1990-х годов в едином стиле с соседним кварталом жилых домов между Новочерёмушкинской и Профсоюзной улицей и улицей Гарибальди, построенных для советского генералитета, сотрудников аппарата ЦК КПСС, Совмина и получивших неофициальное название «Царское село».

## Транспорт

### Автобус
- 1: от Ленинского проспекта до Профсоюзной улицы и обратно.
- 103: от улицы Архитектора Власова до Профсоюзной улицы и обратно.
- 111: от улицы Вавилова до улицы Академика Пилюгина и обратно
- 113: от Ленинского проспекта до Профсоюзной улицы и обратно.
- 153: от Ленинского проспекта до улицы Вавилова и обратно.
- 616: от улицы Академика Пилюгина до Профсоюзной улицы и от Профсоюзной улицы до улицы Вавилова.
- 845: от Профсоюзной улицы до улицы Вавилова и обратно.
- 993: от Профсоюзной улицы до Новочерёмушкинской улицы.
- c5: от Профсоюзной улицы до улицы Вавилова и от улицы Архитектора Власова до Профсоюзной улицы.

### Метро
- Станция метро «Новые Черёмушки» Калужско-Рижской линии — на пересечении с Профсоюзной улицей.